# Bazyli Wyznawca
Bazyli Wyznawca (zmarł 750) był świętym prawosławnym, który żył w VIII wieku i był torturowany przez cesarza bizantyjskiego Leona III Izauryjczyka. 

## Życie
Bazyli był mnichem prześladowanym za ikonodulię przez cesarza bizantyjskiego Leona III Izauryjczyka. Został uwięziony ze swoim uczniem Prokopiuszem i był poddawany torturom. Marnieli w więzieniu do śmierci cesarza w 741 r., kiedy zostali zwolnieni. Bazyli zmarł w 750 roku i jest wspominany 28 lutego (według kalendarza gregoriańskiego; 13 marca według kalendarza juliańskiego).